# 信仰寻求理解
信仰寻求理解来自拉丁文“Fides quaerens intellectum”，是奥古斯丁（354-430）和坎特伯雷的安瑟伦（c. 1033-1109）强调的神学方法，在这种方法中，人们从对上帝的信仰开始，并在这种信仰的基础上进一步了解基督教真理。
安瑟伦在他的著作《证据》第二至第四章（Proslogion (II-IV) ）中第一次使用这个表达。它阐明了信仰与人类理性之间的密切关系，而这是安瑟伦神学与哲学思想的关键——在信仰中探求万物。这意味着，我们只是在理智上理解我们已经相信的东西。也就是说，从时间顺序上讲，信仰先于理解，就像小孩子最初完全信任父母、相信他们说的任何事情，直到长大成人后，才想要对现实进行独立的审视与思考。用安瑟伦的话来说：“Neque enim quaero intelligere ut credam, sed credo ut intelligam”（“我不是为了保持信仰而寻求理解，而是为了能够理解才选择相信”）。